# 学文路駅
学文路駅（かむろえき）は、和歌山県橋本市学文路にある南海電気鉄道高野線の駅。全国においても難読駅名の1つに挙げられている。標高79 m（橋本駅との高低差は-13 m）。駅番号はNK79。

## 歴史
- 1924年（大正13年）
  - 11月1日：南海鉄道の橋本駅 - 紀ノ川口駅間から分岐する形で路線が延伸され、その終着駅として開業。その分岐点には妻信号所が設置される（妻信号所 - 紀ノ川口駅間は1959年に廃止）。
  - 12月25日：当駅から九度山駅まで路線延伸。途中駅となる。
- 1944年（昭和19年）6月1日：会社合併により近畿日本鉄道の駅となる。
- 1947年（昭和22年）6月1日：路線譲渡により南海電気鉄道の駅となる。
- 2009年（平成21年）2月6日：紀伊清水駅、九度山駅、高野下駅、下古沢駅、上古沢駅、紀伊細川駅、紀伊神谷駅、極楽橋駅、高野山駅、紀ノ川橋梁、丹生川橋梁、鋼索線とともに近代化産業遺産（高野山参詣関連遺産）に指定される[1][2]。
- 2012年（平成24年）4月1日：駅ナンバリングが導入され、使用を開始[3][4]。
- 2013年（平成25年）4月1日：終日無人化。従来当駅にて販売されていた常備の硬券入場券は、橋本駅での販売に変更。

## 駅構造
相対式ホーム2面2線を有する地上駅。ホーム有効長は2扉車4両。駅舎は階段を登った先にあり、難波方面ホームの難波駅寄りに建てられている。反対側の高野山方面ホームへは構内踏切で連絡している。かつては下りホーム裏手に側線が残されていたが、撤去された。

### のりば
| のりば | 路線   | 方向 | 行先       |
| ------ | ------ | ---- | ---------- |
| 1      | 高野線 | 下り | 高野山方面 |
| 2      | 高野線 | 上り | なんば方面 |

※実際には構内に上記ののりば番号表記はないが、スマートフォン向けアプリ「南海アプリ」では、下りが1番のりば、上りが2番のりばとされている。駅舎側が2番のりばである。
駅前を通る国道370号にはバスが停車できるスペース（通常時は橋本市コミュニティバス・中ルート「学文路駅前」停留所として使用）が有るため、鋼索線の運休時や災害発生時には当駅から臨時高野山駅（鋼索線高野山駅ではなく、南海りんかんバスの「千手院橋」停留所）行きの代行バスが発着していたが、平成23年台風第12号（紀伊半島豪雨）による部分運休以降は橋本駅発着となっている。
また、極楽橋駅・高野下駅での列車折り返しが不可能な事態に備え、当駅でも難波方面への列車の折り返しができる。但し、代行バス運転時でも災害など緊急性のない限り当駅での折り返しはせず、高野下駅や極楽橋駅まで運転される。なお代行バス運転時、特急こうやは運休、もしくは難波-橋本間の短縮運転となる。

## 利用状況
2024年（令和6年）度の1日平均乗降人員は311人で、南海の駅（100駅）では86位である。
各年度の1日平均乗降人員数は下表のとおり。
| 年度               | 1日平均 乗降人員 | 順位 | 出典                    |
| ------------------ | ---------------- | ---- | ----------------------- |
| 1985年（昭和60年） | 1,550            | -    | [ 県統計 1 ]            |
| 1990年（平成02年） | 1,402            | -    | [ 県統計 1 ]            |
| 1995年（平成07年） | 1,333            | -    | [ 県統計 1 ]            |
| 2000年（平成12年） | 1,041            | -    | [ 県統計 1 ]            |
| 2001年（平成13年） | 1,009            | -    | [ 県統計 1 ]            |
| 2002年（平成14年） | 978              | -    | [ 県統計 1 ]            |
| 2003年（平成15年） | 954              | -    | [ 県統計 1 ]            |
| 2004年（平成16年） | 915              | 79位 | [ 県統計 1 ]            |
| 2005年（平成17年） | 876              | -    | [ 県統計 1 ]            |
| 2006年（平成18年） | 849              | -    | [ 県統計 1 ]            |
| 2007年（平成19年） | 803              | -    | [ 県統計 1 ]            |
| 2008年（平成20年） | 763              | -    | [ 県統計 1 ]            |
| 2009年（平成21年） | 738              | -    | [ 県統計 1 ]            |
| 2010年（平成22年） | 693              | -    | [ 県統計 1 ]            |
| 2011年（平成23年） | 633              | 80位 | [ 県統計 1 ]            |
| 2012年（平成24年） | 603              | 81位 | [ 県統計 1 ]            |
| 2013年（平成25年） | 569              | 82位 | [ 県統計 1 ]            |
| 2014年（平成26年） | 522              | 84位 | [ 県統計 1 ]            |
| 2015年（平成27年） | 525              | 84位 | [ 県統計 1 ]            |
| 2016年（平成28年） | 526              | 84位 | [ 県統計 1 ]            |
| 2017年（平成29年） | 492              | 84位 | [ 県統計 1 ]            |
| 2018年（平成30年） | 470              | 85位 | [ 南海 2 ] [ 県統計 1 ] |
| 2019年（令和元年） | 436              | 85位 | [ 南海 2 ] [ 県統計 1 ] |
| 2020年（令和02年） | 301              | 85位 | [ 南海 2 ]              |
| 2021年（令和03年） | 301              | 85位 | [ 南海 3 ]              |
| 2022年（令和04年） | 329              | 84位 | [ 南海 4 ]              |
| 2023年（令和05年） | 330              | 83位 | [ 南海 4 ]              |
| 2024年（令和06年） | 311              | 86位 | [ 南海 1 ]              |

## 駅周辺
- 学文路天満宮
- かむろ大師
- 学文路苅萱堂
- 学文路郵便局
- 橋本市立学文路小学校
- 高野参詣道京大坂道
- 六地蔵第2の地蔵

※JR和歌山線紀伊山田駅へ約2kmほどである。

## バス路線
駅前を通る和歌山県道13号和歌山橋本線に「学文路駅前」停留所があり、橋本市コミュニティバスの路線が乗り入れる。
- 西部線[7]
  - 橋本駅前
  - 高野口駅前

## その他
- この駅の駅名は「学問（文）の路に通じる」意味につながり、受験生に人気を博しているため、入学試験シーズンが近づくと5枚入りの入場券を販売する。5枚入りで販売される理由は「ご（5）枚入り 入場券 学文路駅」、それぞれ最初の文字を取ると「ご入学」になることから来ている[8]。この5枚入り入場券のデザインは毎年変更されている。駅の近くには学問の神様・菅原道真公を祀った学文路天満宮があり、この入場券は全てそこでの祈祷を受けているため、単なる語呂合わせだけではない。なお、2006年度からは「滑らない砂」と称する砂撒き装置に使われている砂を、この入場券についている引換券を持参してきた人に提供している[6]。
- 年末年始には駅前を豆電球のイルミネーションで彩る「ウエル学文路ード・プチルミ」が毎年行われ、ホームからも見ることができる[9]。

## 隣の駅
南海電気鉄道
 高野線
■観光列車「天空」
橋本駅 (NK77) - 学文路駅 (NK79) - 九度山駅 (NK80)
■快速急行（高野山方面のみ運転）・■急行・■各停
紀伊清水駅 (NK78) - 学文路駅 (NK79) - 九度山駅 (NK80)
- 橋本駅 - 極楽橋駅間で運転される全車自由席の臨時特急も停車する。停車駅は「天空」のものに準ずる。

#### 本文中の出典
1. ↑  「近代化産業遺産群 続33」を選定しました（2009年7月17日アーカイブ） - 国立国会図書館Web Archiving Project、2021年8月14日閲覧
2. ↑  都道府県別認定遺産リスト（2009年7月17日アーカイブ） - 国立国会図書館Web Archiving Project、2021年8月14日閲覧
3. ↑  “南海 駅ナンバリング 導入”. 鉄道コム (2012年2月27日). 2023年2月13日時点のオリジナルよりアーカイブ。2023年2月13日閲覧。
4. ↑  “南海電鉄全駅に「駅ナンバリング」を導入します”.   南海電鉄. 2021年10月28日時点のオリジナルよりアーカイブ。2023年2月13日閲覧。
5. ↑  “学文路駅 立体構内図”.   南海電気鉄道. 2023年6月11日閲覧。
6. 1 2  ぷらっと沿線紀行｜知性きらり サクラサク 南海高野線 学文路駅｜asahi.com（朝日新聞社） - ウェイバックマシン（2009年4月1日アーカイブ分）、2021年8月14日閲覧
7. ↑  “（令和2年1月より）橋本市コミュニティバス時刻表” (PDF).   橋本市. 2021年8月14日閲覧。
8. ↑  ～受験生の皆さまを応援～ 今年度も学文路駅入場券を発売します！ (PDF) 　- 2022年8月26日　南海電気鉄道
9. ↑  ウエル学文路ード・プチルミ｜橋本市観光協会

#### 利用状況の出典
和歌山県公共交通機関等資料集
1. 1 2 3 4 5 6 7 8 9 10 11 12 13 14 15 16 17 18 19 20 21 22 23  “令和元年度和歌山県公共交通機関等資料集” (PDF).   和歌山県企画部地域振興局総合交通政策課. 2020年11月19日時点のオリジナルよりアーカイブ。2021年8月14日閲覧。

南海電気鉄道の1日平均利用客数
1. 1 2 3 4  南海電気鉄道株式会社 (2025年7月). “2025 HAND BOOK NANKAI”. p. 35. 2025年8月8日閲覧。
2. 1 2 3  南海電気鉄道株式会社 (2021年8月). “2021 HAND BOOK NANKAI” (pdf). p. 77. 2022年11月19日時点のオリジナルよりアーカイブ。2022年11月19日閲覧。
3. ↑  南海電気鉄道株式会社 (2022年8月). “2022 HAND BOOK NANKAI”. p. 77. 2022年10月14日時点のオリジナルよりアーカイブ。2022年11月19日閲覧。
4. 1 2  南海電気鉄道株式会社 (2024年7月). “2024 HAND BOOK NANKAI”. p. 57. 2024年9月7日閲覧。